# Prosymna (djur)
För andra betydelser, se Prosymna.
Prosymna är ett släkte av ormar. Prosymna ingår enligt Catalogue of Life i familjen snokar och enligt The Reptile Database i familjen Lamprophiidae. Släktet är ensam i underfamiljen Prosymninae som ibland listas som familj.
Släktets medlemmar är små ormar och halsen är lika tjock som huvudet. Huvudets främre del är avplattad och ibland lite böjd liksom en skyffel. De flesta arterna har mjuka fjäll på kroppen som bildar 15 till 21 rader och svansens slut liknar en tagg. Det finns inga giftkörtlar.
Dessa ormar förekommer i Afrika söder om Sahara. De gräver sig ofta ner i den mjuka jorden eller de vilar i bergssprickor. Arterna äter främst ägg från ödlor där ungen redan är under utveckling. Honor från släktet lägger själv 3 till 6 ägg per tillfälle.
Arter enligt Catalogue of Life:
- Prosymna ambigua
- Prosymna angolensis
- Prosymna bivittata
- Prosymna frontalis
- Prosymna greigerti
- Prosymna janii
- Prosymna meleagris
- Prosymna ornatissima
- Prosymna pitmani
- Prosymna ruspolii
- Prosymna semifasciata
- Prosymna somalica
- Prosymna sundevalli
- Prosymna visseri

The Reptile Database listar ytterligare 2 arter.